# Javier Ambrossi
Francisco Javier García de la Camacha Gutiérrez-Ambrossi, mieux connu sous le nom de scène de Javier Ambrossi (né à Madrid le 24 juin 1984) est un acteur espagnol, également présentateur, créateur et directeur de théâtre.

## Filmographie

### Comme acteur

#### Cinéma
- 2006 : El Triumfo : Topo
- 2008 : Sexykiller, morirás por ella : Jaime

#### Télévision
- 2004 : El comisario : Manu
- 2006 : Genesis : L'Origine du crime : Tobías
- 2007 : Hermanos y Detectives : Sebastián
- 2008 : Amar en tiempos revueltos : Sergio
- 2008 : Sin tetas no hay paraíso : Gustavo
- 2009 : Maitena: Estados alterados : Charly
- 2012 : Imperium : un esclave
- 2012 : Arrayán : Jessie
- 2012 : La fuga : Gallardo
- 2014 : Ciega a citas : Cristiano
- 2015 : Cuéntame cómo pasó : Richi

### Comme réalisateur
- 2017 : Holy Camp! (La llamada) coréalisé avec Javier Calvo
- 2020 : Veneno, coscénarisé avec Javier Calvo, avec Lola Rodríguez, sur un scénario basé sur la biographie de La Veneno, de Valeria Vegas[1].
- 2023 : La mesías, créé, scénarisé et réalisé avec Javier Calvo

## Théâtre
- 2007 : El enemigo de la clase, sous la direction de Marta Angelat, sur un texte de Nigel Williams
- 2010 : Beaumarchais, sous la direction José-Maria Flotats, sur un texte de Sacha Guitry
- 2010 : ¡A saco!, sous la direction de Juan José Afonso sur un texte de Joe Orton : Loot
- 2012 : Windsor (auteur et metteur en scène)
- 2013 : Miss Fogones Unversal (auteur et metteur en scène)
- 2013 : La llamada (auteur et metteur en scène)